# Дамшајд
Дамшајд (њем. Damscheid) општина је у њемачкој савезној држави Рајна-Палатинат. Једно је од 134 општинска средишта округа Рајн-Хунсрик. Према процјени из 2010. у општини је живјело 662 становника. Посједује регионалну шифру (AGS) 7140025.

## Географски и демографски подаци
Дамшајд се налази у савезној држави Рајна-Палатинат у округу Рајн-Хунсрик. Општина се налази на надморској висини од 340-360 метара. Површина општине износи 15,1 km². У самом мјесту је, према процјени из 2010. године, живјело 662 становника. Просјечна густина становништва износи 44 становника/km².